# Cascade (virus informatique)
Pour les articles homonymes, voir Cascade.
Cascade (également connu sous le nom de Herbstlaub en Allemagne) est un virus informatique important écrit en langage assembleur qui était répandu dans les années 1980 et au début des années 1990.
Ce fichier est découvert la première fois en Suisse en 1987. Il infecte les fichiers .com et fait tomber en cascade le texte affiché à l'écran formant un tas au bas de l'écran. Il est remarquable pour l'utilisation d'un algorithme de cryptage pour éviter d'être détecté,. Cependant, on peut constater que les fichiers infectés voient leur taille augmenter de 1701 à 1704 octets.
Le virus a un certain nombre de variantes. Cascade-17Y4, qui serait originaire de Yougoslavie, est presque identique à la variante de 1704 octets la plus courante. Un octet a été modifié, probablement en raison d'une « mutation » aléatoire.
Cascade a été le premier programme malveillant à rentrer dans la base de données antivirus de Kaspersky Lab. Le virus a infecté presque tous les ordinateurs d'un bâtiment IBM en Belgique, en réponse, IBM a développé son propre logiciel antivirus.